# مرشح DSL
مرشح دي إس إل (بالإنجليزية: DSL filter أو Splitter)‏ في الإلكترونيات، هو جهاز إلكتروني يُوصل بين أجهزة التردد المنخفض مثل الهاتف الثابت والمودم التناظري، ويعمل على عدم تداخلها وشوشرتها لعمل أجهزة أخرى تقدم خدمات DSL مثل الإنترنت.

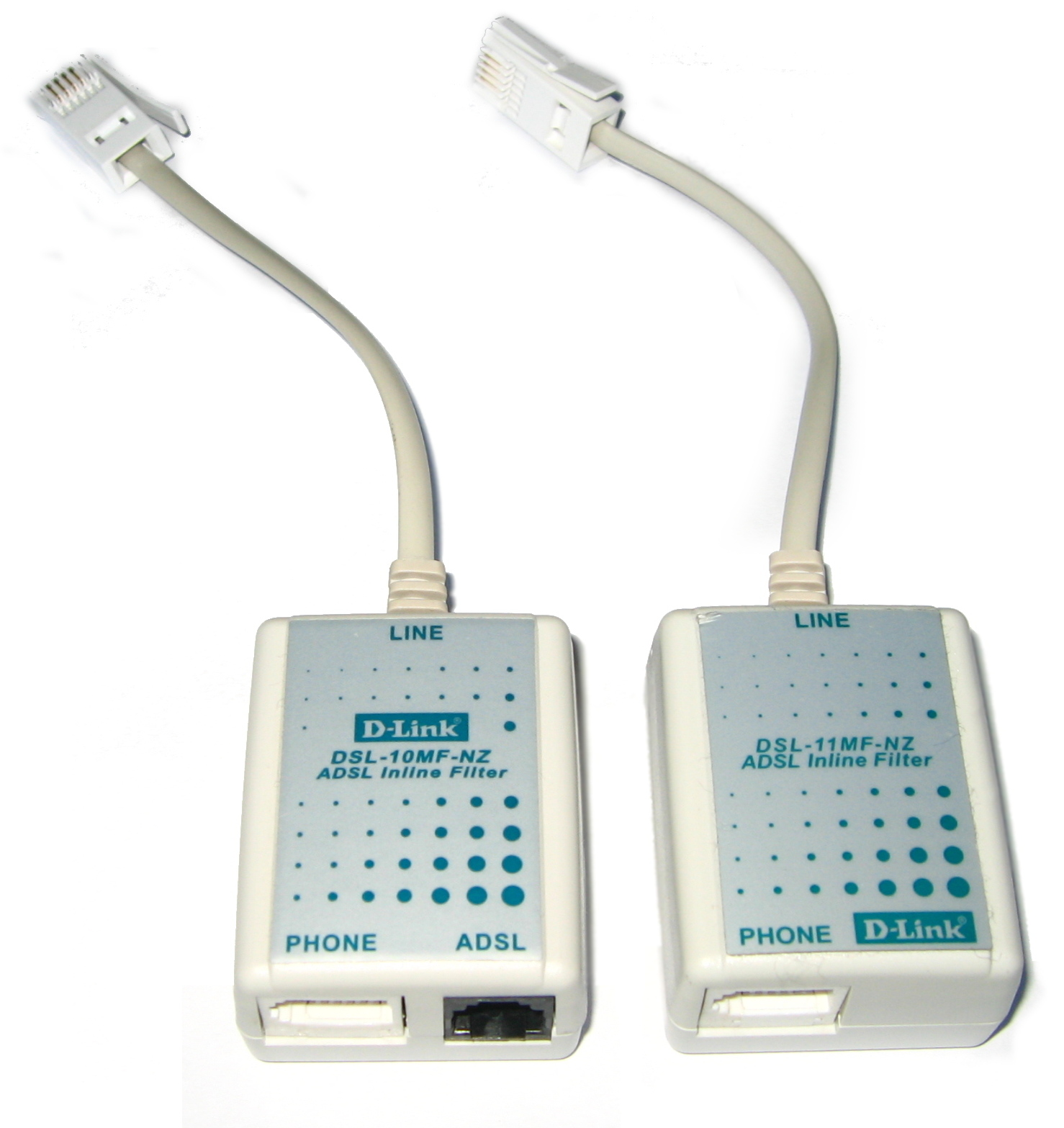
مرشح وفاصل حديث DSL (على اليمين) ومرشح (على اليسار).

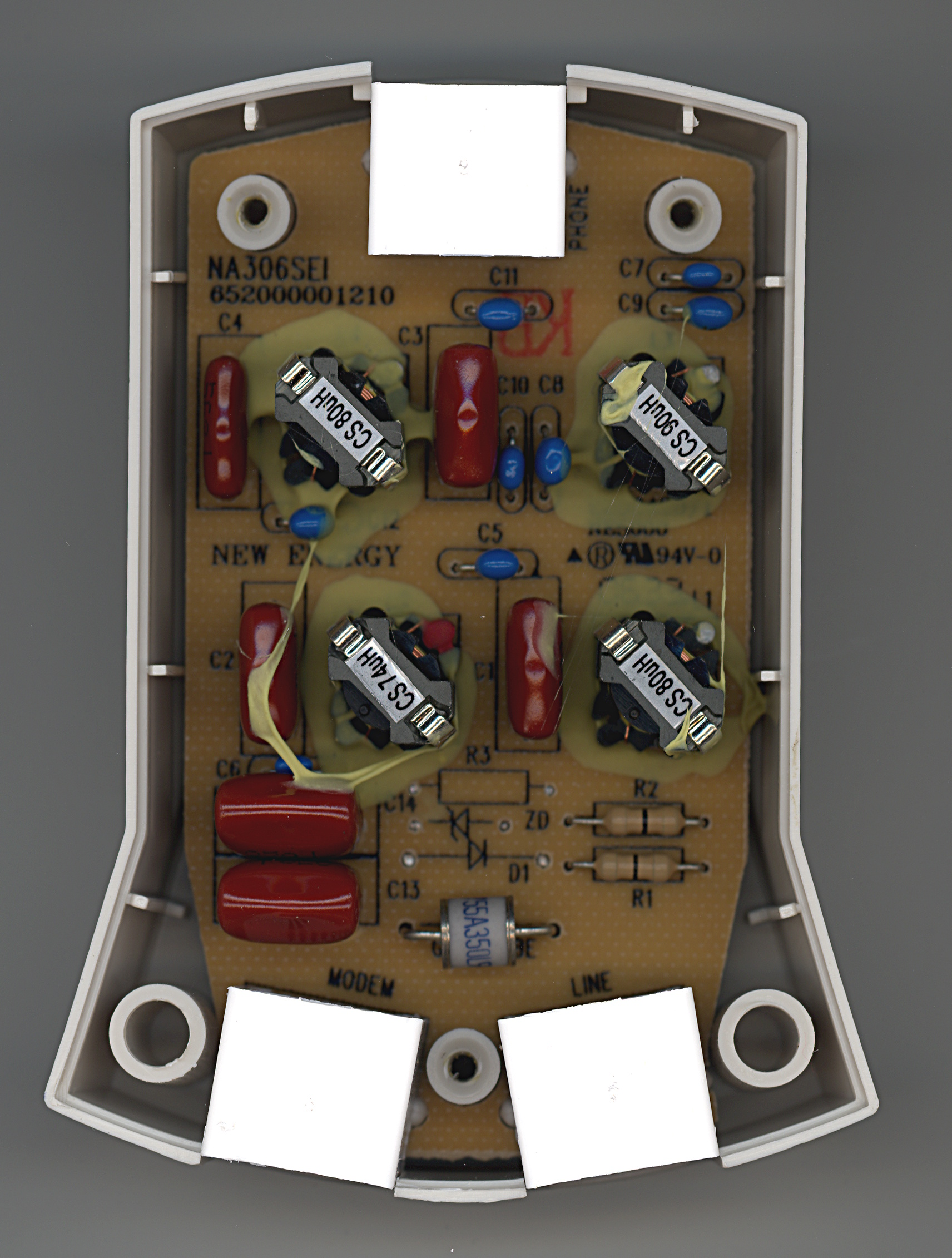
دائرة الترشيح والفصل من الداخل.

## الخواص
يعمل مرشح دي إس إل على فصل الترددات العالية التي يعمل بها مودم عن الترددات المنخفضة التي يعمل بها التليفون بحيث لا تتداخل مع بعضها.

## اقرأ أيضا
- دائرة مقاومة ومكثف